# Palmarès dell'Újpest Football Club
L'Újpest Football Club, nota in passato come Újpesti TE e Újpesti Dózsa, è una società di calcio con sede nell'omonimo quartiere di Budapest, capitale dell'Ungheria.
Con 20 titoli nazionali e 11 Coppe d'Ungheria in bacheca è la terza squadra più titolata d'Ungheria, oltre ad essere la più antica del paese.
I suoi più alti risultati a livello europeo sono la finale di Coppa delle Fiere 1968-1969, la semifinale di Coppa dei Campioni 1973-1974 e quella di Coppa delle Coppe 1961-1962.

## Competizioni nazionali
- Campionati ungheresi: 20

1929-1930, 1930-1931, 1932-1933, 1934-1935, 1938-1939, 1945, 1945-1946, 1946-1947, 1959-1960, 1969, 1970, 1970-1971, 1971-1972, 1972-1973, 1973-1974, 1974-1975, 1977-1978, 1978-1979, 1989-1990, 1997-1998
- Coppa d'Ungheria: 11

1969, 1970, 1974-1975, 1981-1982, 1982-1983, 1986-1987, 1991-1992, 2001-2002, 2013-2014, 2017-2018, 2020-2021
- Supercoppa d'Ungheria: 3

1992, 2002, 2014
- Nemzeti Bajnokság II: 2

1904, 1911-1912

## Competizioni internazionali
- Coppa dell' Europa Centrale: 2

1929, 1939
- Coupe des Nations 1930
- Coppa Piano Karl Rappan: 3

1978, 1985, 1986

## Competizioni giovanili
- Torneo Internazionale Under-19 Bellinzona: 1

1974
- Torneo Internazionale Città di Bardolino o Bardolino Champions Cup (Europe Cup): 1

2016

## Altri piazzamenti
- Campionato ungherese:

Secondo posto: 1920-1921, 1922-1923, 1926-1927, 1931-1932, 1933-1934, 1935-1936, 1937-1938, 1940-1941, 1941-1942, 1956, 1960-1961, 1961-1962, 1967, 1968, 1976-1977, 1979-1980, 1986-1987, 1994-1995, 1996-1997, 2003-2004, 2005-2006, 2008-2009
Terzo posto: 1916-1917, 1918-1919, 1921-1922, 1923-1924, 1927-1928, 1928-1929, 1936-1937, 1939-1940, 1950, 1951, 1952, 1957, 1962-1963, 1965, 1975-1976, 1987-1988, 1995-1996, 1998-1999, 2017-2018
- Coppa d'Ungheria:

Finalista: 1921-1922, 1922-1923, 1924-1925, 1926-1927, 1932-1933, (girone finale), 1997-1998, 2015-2016
Semifinalista: 1927-1928, 1977-1978, 1980-1981, 2009-2010, 2011-2012, 2014-2015, 2021-2022
- Nemzeti Bajnokság II:

Secondo posto: 1903
Terzo posto: 1901
- Coppa dei Campioni:

Semifinalista: 1973-1974
- Coppa delle Coppe:

Semifinalista: 1961-1962
- Coppa delle Fiere:

Finalista: 1968-1969
Semifinalista: 1969-1970
- Coppa dell'Europa Centrale / Coppa Mitropa:

Finalista: 1966-1967
Semifinalista: 1936, 1967-1968